# Arimnesta
Arimnesta o Arimneste ( en griego antiguo: Ἀριμνήστη) era la hija de Nicómaco y Festis, y la hermana mayor de Aristóteles. Además de Aristóteles, Arimnesta tenía un hermano llamado Arimnesto, quien murió joven. Su nombre y el de su hermano se traduce como "Muy recordado".
Había dos hombres famosos llamados "Arimnestos". El primer Arimnesto fue el soldado espartano que mató al general persa, Mardonio, en la batalla de Platea. El segundo Arimnesto fue el rey de los Tirrenos, que envió un trono de oro a Olimpia en honor a los Juegos Olímpicos.
Arimnesta se casó con Próxeno de Atarneo, por el cual tuvieron una hija, Hero, y un hijo, Nicanor. Hero era la madre de Calístenes de Olinto. Nicanor era esposo de la hija de Aristóteles, Pitias la Joven. 
Tras la muertes de Arimnesta y Próxeno, Nicanor pasó a cargo de su tío Aristóteles. Según el testamento de Aristóteles, Nicanor sería su principal heredero, quien se encargaría de los asuntos familiares hasta que su propio hijo, Nicómaco, alcanzara la mayoría de edad; y la construcción de monumentos para Arimneste y Próxenos en su honor.